# Obwód Drohobycz-Borysław Armii Krajowej
Obwód Drohobycz-Borysław – jednostka terytorialna Związku Walki Zbrojnej, wreszcie Armii Krajowej. 
Wchodził w skład Okręgu Lwów Obszaru Południowo-Wschodniego AK.
Od czerwca 1942 do czerwca 1943 komendantem Obwodu Drohobycz był Józef Czerniatowicz (1895–1962) ps. „Czerniutki”, „Morski”, „Roman”, przeniesiony później do WSOP Okręgu Lwów AK.